# وارنر وولف
وارنر وولف (بالإنجليزية: Warner Wolf)‏ هو معلق رياضي أمريكي، ولد في 11 نوفمبر 1937 في واشنطن العاصمة في الولايات المتحدة.

## وصلات خارجية
- وارنر وولف على موقع IMDb (الإنجليزية)